# نشيد كوسوفو الوطني
نشيد كوسوفو الوطني  ( بالألبانية : Himni i Republikës së Kosovës) هو نشيد جمهورية كوسوفو . ملحن مندي مينججيكي . كما هو الحال مع النشيد الوطني لإنترميكو ، ونشيد سان مارينو الوطني ، ونشيد إسبانيا الوطني،  لا تحتوي على كلمات رسمية، ولكن كلمات الأغاني الفعلية قيد الاستخدام. تم اعتماده في 11 يونيو 2008.  تم اختياره لأنه لا يحتوي على أي إشارات إلى أي مجموعة عرقية محددة.  تم اختياره من قبل برلمان كوسوفو ، حيث صوت لصالحه 72 نائبًا، بينما صوت 15 ضده، وامتنع خمسة عن التصويت. 

## تاريخ
في 12 مارس 2008، أعلن مجلس جمهورية كوسوفو عن مسابقة مفتوحة لاختيار النشيد الوطني للبلاد في صحف بريشتينا  وعلى الموقع الرسمي للجمعية.  تشمل القواعد ما يلي:
- "يجب أن يكون التكوين مميزًا: - يجب أن يكون فريدًا وأصليًا" [7]
- "يجب ألا تقل مدة المقطوعة عن 30 ثانية ولا تزيد عن 60 ثانية." [7]
- "يمكن تضمين النصوص أيضًا في الطلب، بأي لغة رسمية لجمهورية كوسوفو" [7] ومع ذلك، يُعتقد أن الاعتماد النهائي لن يشملها. [8] كان اختيار نص النشيد مهمة صعبة لأن غالبية السكان في كوسوفو هم من الألبان ، والصرب هم ثاني أكبر مجموعة عرقية. وشددت الحكومة على أنه لا ينبغي التمييز ضد أي مجموعة عرقية، معلنة أن الدولة "جمهورية ديمقراطية وعلمانية ومتعددة الأعراق" [9] مما يجعل من الصعب العثور على كلمات لا تفضل مجموعة عرقية على أخرى. تمت مواجهة مشكلات مماثلة عند اختيار علم كوسوفو . [10] علاوة على ذلك، تنص القواعد أيضًا على أن الاقتراح "لا ينبغي أن يقدم أو يكون مشابهًا للنشيد أو الأغنية الشعبية لأي بلد، أو ترنيمة أي حزب سياسي أو حركة أو مؤسسة في جمهورية كوسوفو، أو أن يوحي بأي ولاء تجاه أي مجتمع عرقي". جمهورية كوسوفو." [7]
- ويجب تقديم المقترحات بحلول 31 مارس 2008. [7]
- سيتم منح مؤلف القطعة المعتمدة مبلغ 10000 يورو وسيحصل المقترحان المؤهلان الآخران على 7000 يورو و5000 يورو. [7]

## كلمات الأغاني
| الألبانية | نسخ ألفبائية صوتية دولية الألباني | الصربية | الصربية | الترجمة إلى العربية |
| الألبانية | نسخ ألفبائية صوتية دولية الألباني | السيريلية | اللاتينية | الترجمة إلى العربية |
| --- | --- | --- | --- | --- |
| O mëmëdhe i dashur, vend i trimnisë Çerdhe e dashurisë N`ty shqipet fluturojnë dhe yjet ndriçojnë Vend i të parëve tonë Ti qofsh bekue për jetë e mot O nënë e jonë Ne të dalim Zot O mëmëdhe i dashur, vend i trimnisë Çerdhe e dashurisë | ‎[ɔ mə.mə.ðɛ i da.ʃuɾ vɛnd i tɾim.nis(ə)] [t͡ʃɛɾ.ðɛ‿ɛ da.ʃu.ɾis(ə)] [nty ʃci.pɛt flu.tu.ɾɔjn ðɛ y.jɛt ndɾi.t͡ʃɔjn(ə)] [vɛnd i‿t paɾ.vɛ tɔn] [ti cɔfʒ‿bɛ.ku.ɛ pəɾ jɛt ɛ mɔt] [ɔ nən ɛ jɔn] [nɛ tə da.lim zɔt] [ɔ mə.mə.ðɛ i da.ʃuɾ vɛnd i tɾim.nis(ə)] [t͡ʃɛɾ.ðɛ‿ɛ da.ʃu.ɾis]‏ | О, мила домовино, земљо храбрости Гнездо љубави Око тебе орлови лете и звезде сијају Земљо наших предака Буди благословена за живот и године О, наша мајко Ми ћемо те заштити О, мила домовино, земљо храбрости Гнездо љубави | O, mila domovino, zemljo hrabrosti Gnezdo ljubavi Oko tebe orlovi lete i zvezde sijaju Zemljo naših predaka Budi blagoslovena za život i godine O, naša majko Mi ćemo te zaštiti O, mila domovino, zemljo hrabrosti Gnezdo ljubavi | أيها الوطن الحبيب، أرض الشجاعة عش الحب فوقك تحلق النسور وتتلألأ النجوم أرض أجدادنا مبارك عليك مدى الحياة والأعوام يا أمنا سوف نقوم بحمايتك أيها الوطن الحبيب، أرض الشجاعة عش الحب |

### نشيد الفرح
"نشيد الفرح"، النشيد الأوروبي ، تم عزفه في مراسم الإعلان استقلال كوسوفو عام 2008. قررت حكومة جمهورية كوسوفو القيام بذلك كدليل على احترام الاتحاد الأوروبي لجهوده في المساعدة في الحصول على الاستقلال. وظل قيد الاستخدام كنشيد وطني بحكم الأمر الواقع حتى تم اعتماد النشيد الرسمي بعد بضعة أسابيع. 

### نشيد ألبانيا الوطني
" نشيد ألبانيا الوطني "، النشيد الوطني لألبانيا ، تم استخدامه على نطاق واسع في كوسوفو مع الرموز الوطنية الألبانية الأخرى.  وكان أيضًا نشيد الدولة لجمهورية كوسوفا غير المعترف بها والتي كانت موجودة من عام 1990 حتى عام 1999، عندما تم وضع كوسوفو تحت سيطرة الأمم المتحدة .

### متى سقط الحصار في كوسوفو؟
"متى سقط الحصار في كوسوفو؟"، وهي أغنية باللغة الألبانية من ألحان رؤوف دهومي ، تم اقتراحها دون جدوى لنشيد الدولة من قبل رئيس كوسوفو السابق إبراهيم روجوفا في عام 2000 
1. ↑  أنظر مساعدة:أصد/ألبانية واللغة الألبانية.

1. ↑  "Law on use of state symbols of Kosova" (PDF). ecoi.net. مؤرشف من الأصل (PDF) في 2021-07-25. اطلع عليه بتاريخ 2023-04-26.
2. ↑  "Kosovo MPs choose national anthem" bbc.co.uk 11 June 2008 Link accessed 11/06/08 نسخة محفوظة 2023-11-20 على موقع واي باك مشين.
3. ↑  "Kosovo Gets National Anthem" redorbit.com 11 June 2008 Link accessed 11/06/08 نسخة محفوظة 2023-11-20 على موقع واي باك مشين.
4. ↑  "Kosovo adopts wordless national anthem". Hürriyet. Reuters. 11 يونيو 2008. مؤرشف من الأصل في 2023-11-20. اطلع عليه بتاريخ 2009-03-28.
5. ↑  "Raportet e monitorimit Përmbledhje 1 dhjetor 20 07 – 31 dhjetor 2008, Vlerësimi i punës së Kuvendit të Kosovës" (PDF) (بالألبانية). 2009. p. 41. Archived from the original (PDF) on 2022-09-02. Retrieved 2020-09-24.
6. ↑  "Kosovo seeks own national anthem". BBC. 12 مارس 2008. مؤرشف من الأصل في 2023-12-09. اطلع عليه بتاريخ 2008-03-12.
7. 1 2 3 4 5 6 7  "Assembly approves Kosovo anthem" نسخة محفوظة 15 February 2011 على موقع واي باك مشين. b92.net 11 June 2008 Link accessed 11/06/08
8. ↑  "BalkanInsight.com – Kosovo Searches New National Anthem". Balkan Insight. 12 مارس 2008. مؤرشف من الأصل في 2008-03-13. اطلع عليه بتاريخ 2008-03-12.
9. ↑  "Full text: Kosovo declaration". BBC. 17 فبراير 2008. مؤرشف من الأصل في 2023-06-09. اطلع عليه بتاريخ 2008-03-11.
10. ↑  
"Competition for the flag and emblem of Kosovo" (PDF). Express. 2007. مؤرشف من الأصل (PDF) في 2007-10-21. اطلع عليه بتاريخ 2008-03-29.
11. ↑  "Ky është teksti i himnit të Republikës së Kosovës" [This is the text of the anthem of the Republic of Kosovo] (بالألبانية). قناة أر تي في 21. 11 Jun 2018. Archived from the original on 2019-07-07. Retrieved 2022-05-18.
12. ↑  "Himni i Kosovës intonohet me tekst në Bosnje (VIDEO)" [Kosovo anthem is intoned with lyrics in Bosnia (VIDEO)] (بالألبانية). Kallxo. 7 Jul 2019. Archived from the original on 2022-10-19.
13. ↑  "Kosovo declares independence - USATODAY.com". USA Today. 17 فبراير 2008. مؤرشف من الأصل في 2024-05-06. اطلع عليه بتاريخ 2008-03-12.
14. ↑  "Kosovo ja contest for state symbols". BBC. 4 يونيو 2007. مؤرشف من الأصل في 2023-12-25. اطلع عليه بتاريخ 2008-03-11.
15. ↑  "Himni i Kosovës". Trepca.net. 23 ديسمبر 2002. مؤرشف من الأصل في 2021-03-23. اطلع عليه بتاريخ 2008-03-16.